# 幸福街道 (南通市)
幸福街道，是中华人民共和国江苏省南通市崇川区下辖的一个乡镇级行政单位。

## 行政区划
幸福街道下辖以下地区：
幸福村社区、蒋坝村社区、文俊村社区、秦西村社区居民委委会、管园村、施店村、祖望村、花桥村和转水村。